# Kantō (nizina)
Kantō (jap. 関東平野 Kantō-heiya) – nizina w Japonii, na wyspie Honsiu.

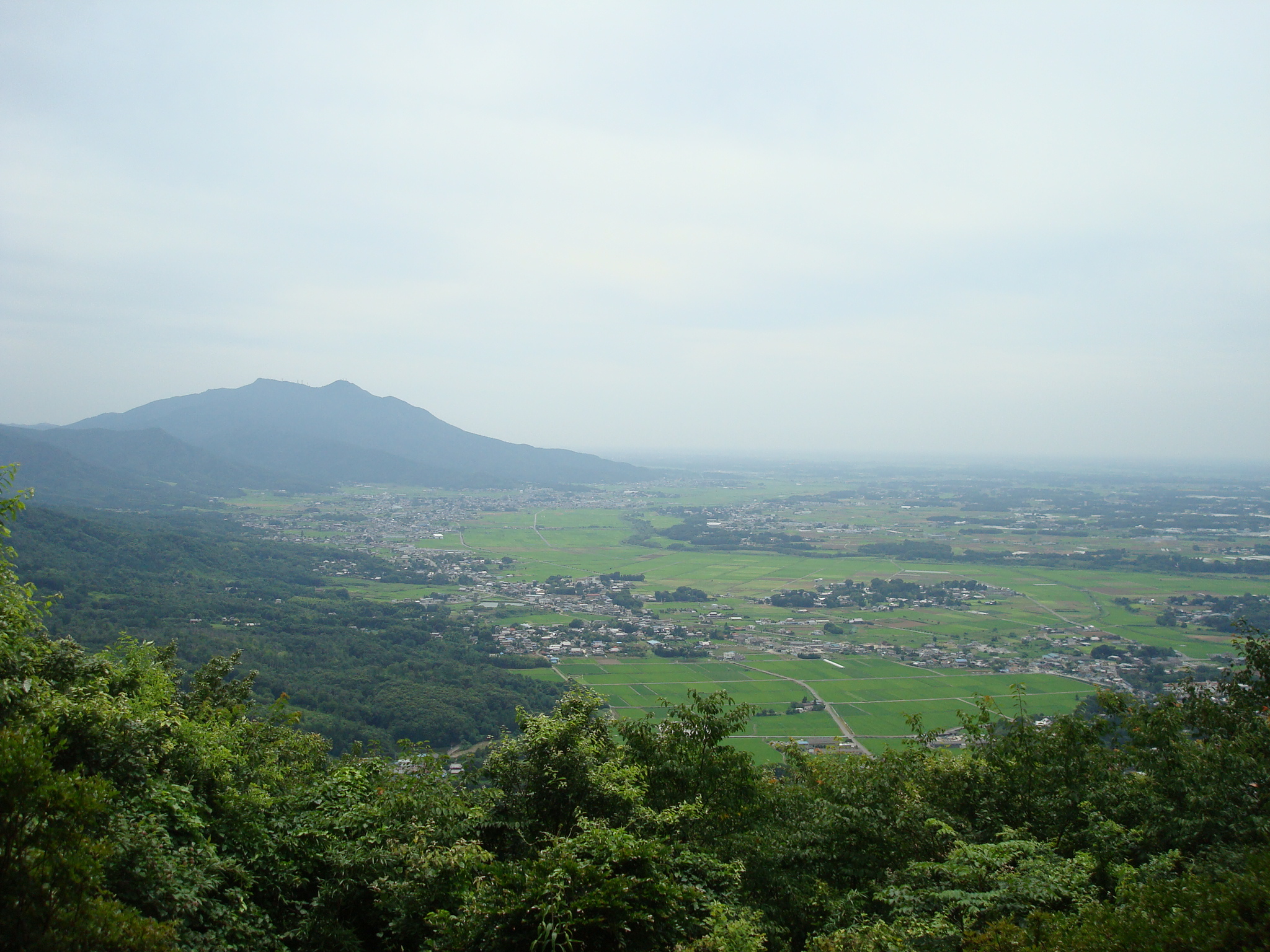
Nizina Kantō widziana ze wzgórza Amabiki, w głębi góra Tsukuba (876 m n.p.m.)

Jej powierzchnia wynosi ok. 17 000 km². Jest to największy obszar nizinny w Japonii, obejmujący ponad połowę regionu Kantō. Jest tam gęsta sieć rzek i kanałów. Rzeka Tone ma 322 km i jest drugą, co do długości, rzeką Japonii (powierzchnia dorzecza 16 840 km²). 
Największy płaskowyż na nizinie Kantō – Musashino (jap. 武蔵野台地 Musashino-daichi), rozciąga się od zachodniej krawędzi Ōme do wschodniej krawędzi Yamanote, a jego granice kreślą aluwialne niziny rzek Arakawa i Sumida. Płaskowyż obniża się z zachodu na wschód poczynając od 190 m n.p.m. w Ōme do 20 m n.p.m. w Yamanote. Nizina ta jest jednym z najważniejszych regionów gospodarczych kraju. W jej południowej części, nad Zatoką Tokijską, leży stolica kraju – Tokio.